# أحمد نوردين إيلياس
أحمد نوردين إيلياس (بالملايوية: Ahmad Nordin Alias)‏ هو لاعب كرة قدم ماليزي في مركز الوسط، ولد في 26 أكتوبر 1985 في ترغكانو في ماليزيا. لعب مع نادي ترغكانو.

## وصلات خارجية
- أحمد نوردين إيلياس على موقع قاعدة بيانات كرة القدم.إي يو (الإنجليزية)
- أحمد نوردين إيلياس على موقع Soccerway.com (الإنجليزية)